# 龍舟歌
龙舟说唱，是出现于广东粤语地区的一种民间艺术，说唱者手执龙舟杖，胸挂小锣小鼓在街头边走边演唱七字句歌曲。目前最为标准的龙舟说唱流传于顺德杏坛镇。龙舟说唱也是第一批中国国家级非物质文化遗产之一。

## 概述
形成于清朝乾隆年间的龙舟说唱，艺人多在渡船上以广州或周边地区方言在渡口、大街或酒楼等公众场所演唱。演唱者手持一支头部有木雕龙船的木杖，胸前挂着小锣和小鼓，边敲边唱。佛山周边地区河道交错，人们喜欢参与龙舟活动。龙舟说唱正是利用这个风俗，利用携带“龙舟杖”的表演形式吸引客人。
龙舟说唱的说唱词由七字句组成，即每句话七个字，内容多以神话传说、历史故事、劝善祝颂为主。目前流传下来的古说唱词有《八仙贺寿》、《仙姬送子》、《昭君和番》、《三聘孔明》、《凤仪亭诉苦》等。辛亥革命前后，曾有评论时局的“社会龙舟”（或称“政治龙舟”）说唱词，代表作为《社会龙舟庚戌年广东大事记》。
对应顺德的乡土式龙舟，南海区（前南海县）西樵镇也有龙舟说唱，又称“文人龙舟”。这里的说唱据说源自“讴歌大王”黄鲁逸，他将“粤讴”、“班本”结合到龙舟词中，自成一格。与顺德地区的相比，南海的龙舟说唱并无每句字数限制，比较随意。
据称在惠州地区也曾有客家方言的龙舟说唱。演唱者多为行乞艺人，基本表演方式相同但使用客家话说唱。有表演者会用竹板代替锣鼓打拍子。其演唱的作品主要有《梁四珍》、《金叶菊》、《王老赞》等。

## 历史

### 2000年代以前
龙舟说唱的来源未有正式記錄，但有多個傳說，主要说法是顺德县的一个破落大户的后人首创，也有说法是天地会等反清组织为宣传而编创。表演者多以收入低下的卖艺人为主，他们在广东境内四处走动表演，龙舟说唱因而得以传播开去。
中华人民共和国成立前不久，顺德曾组建40人的“顺德龙舟粤剧团”，到各地表演谋生。该剧团于1954年解散，之后艺人各自活动。到了1960年代，文觉非的作品《倒卷珠帘》以後没有新作品出现。文化大革命时龙舟说唱被彻底禁止。

### 2010年代中期情况
龙舟说唱的参与者老去，新的继承者却不再自然产生。2003年开始「杏坛文化站」对愿意学龙舟说唱的年轻人奖励500元，但一直无人问津。
2003年，广州市荔枝湾文化交流协会会长白薇及相声演员吴家耀、说书演员崔大纶等在佛山地区尤其是顺德多处寻访，终于在杏坛镇北秀村发掘到几近消亡的“龙舟说唱”，并在当地的龙伯的家里发现了一根“龙舟杖”。他们在广州依照设计图仿制了一把龙舟杖。2005年广州民俗文化节上，吴家耀手执龙舟杖表演龙舟说唱，吸引到媒体的关注。
2005年顺德杏坛统计当地熟练掌握龙舟说唱的只有6人，6人中年纪最小者為70岁。他们即使是演出，也只是在春节期间出演，其中以伍于筹、尤学尧的说唱为著称。2005年年底，龙舟说唱登录在国务院公布的第一批国家级非物质文化遗产名录中，并于2006年正式公布。

### 保育
自评为为非物质文化遗产后，珠三角各地政府更加重视龙舟说唱的传承及发展工作。2006年，在顺德“民俗民间艺术培训基地”开始运作，龙舟说唱作为一个主要项目开班，第一批学员约有30人，但绝大部分都是老人家，最年轻的也在40岁以上。经过两年的学习他们掌握了主要技巧。这批学员将自己编写的说唱词结集出版成《龙舟歌词集》。2006年底开始，杏坛镇在麦村小学选拔了20多名小学生做龙舟说唱的培训对象，并为他们编写专门的说唱词如《孔融让梨》、《铁杵磨成针》、《一朵红玫瑰》等。
2008年，杏坛人伍于筹与尤学尧被评为国家级非遗项目龙舟说唱传承人，但当年6月伍于筹因病去世。当年下半年杏坛中学开设龙舟说唱培训班，参加学员有35人。此外，据杏坛政府称，杏坛成立了“龙舟说唱协会”，研究编写新的龙舟说唱词。并计划在当地其他中小学普及龙舟说唱教育。

## 艺术风格

### 演唱特色
龙舟唱词分为起式、正文和煞尾三部分。基本句式为七言韵文，正文每句前四个字和后三个字分为两顿，起式则是前六个字和后一个字分为两顿，四句一组（客家龙舟是五句一组）。上句辙韵自由，下句则必须押韵。说唱词中诗歌创作的赋、比、兴手法被普遍地运用。说唱曲目则部分来自艺人的自编自唱，部分来源于木鱼歌书。
龙舟唱词的编写比较自由且富有乡土气息。表演时，在街巷中走动的表演者多唱吉利颂词式的短篇说唱词，固定地点的表演者（如渡口等）则多唱有完整故事情节的中长篇说唱词。

### 龙舟木杖
艺人所持长约1米半的龙舟杖头部通常有小龙舟像。小龙舟一般长约60厘米，分上下两层。上层是唐僧师徒四人西天取经的形象，意为避邪；下层是名叫“扒仔”的人像，他们都在奋力划龙舟。龙舟上面竖着两支小红旗，正反两面分别写着“乘风破浪、水上先行”；“家家迪吉、户户安康”等16字。龙舟下方有块意为水面的布衬托。演唱时摇动木杖，上面的船桨便会配合说唱者的拍子而拍动及发出响声。

### 演唱组合
1949年以后，龙舟说唱演唱方式有所革新，如女演员演唱，双人对唱、合唱、添加小乐队伴奏等。也曾有“龙舟棋”、“龙舟德”、“龙舟宁”、“龙舟会”等知名艺人。

## 部分存世作品
- 神话、传说、寓言
  - 《八仙贺寿》
  - 《金星戏窦》
  - 《仙姬送子》；
- 历史故事
  - 《三戏宣王》
  - 《昭君和番》
  - 《王允献貂蝉》
  - 《凤仪亭诉苦》
  - 《大闹梅知府》
  - 《霸王别姬》
  - 《蒙正谢灶》
  - 《贵妃醉酒》
  - 《三聘孔明》
- 爱情故事
  - 《风流佳话》
  - 《烧衣何文秀》
  - 《西蓬击掌》
  - 《金桥问卦》
  - 《柴米夫妻》
  - 《云英问病》
  - 《桃花送药慰相思》
  - 《杨翠喜忆情郎》
- 社会问题
  - 《老女叹五更》
  - 《赌仔回头金不换》
  - 《怨嫁迟》
  - 《东兰返村》
  - 《朱买臣得志》
  - 《碧桃锦帕》
- 娱乐、知识
  - 《七夕赞花》
  - 《解携篮》
  - 《花木思娇》[14][18]

辛亥革命前后的“社会龙舟”，存世有《缫丝女自叹》、《广东禁赌纪念歌》、《庚戌年广东大事记》等。1949年以后至文革前，龙舟说唱作品有《甘竹滩上抒豪情》、《喜笑扬眉》、《白衣人影》、《石台佳话》、《财礼夫妻》等。